# Lækjargata

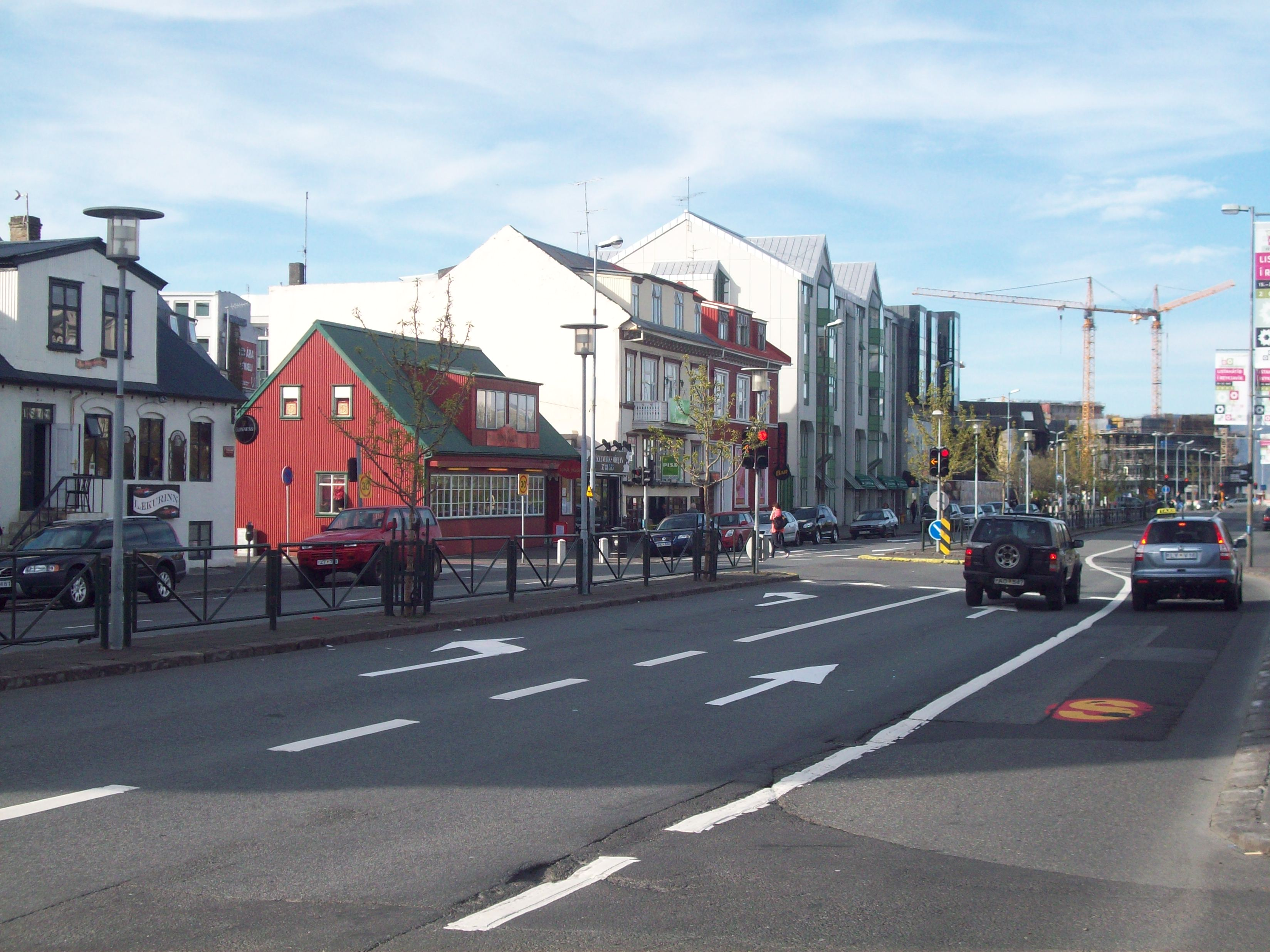
Lækjargata

Die Lækjargata (wörtlich übersetzt „Bachstraße“ oder „Bachgasse“) ist eine Straße in der Innenstadt der isländischen Hauptstadt Reykjavík. Der Name kommt von einem Bach, welcher früher entlang der Straße vom See Tjörnin in das Meer lief.

## Geschichte

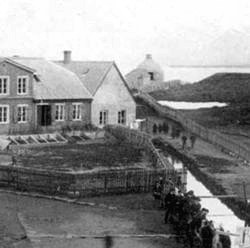
Historisches Foto der Straße, im Vordergrund: Siemsenhus, im Hintergrund ein Kalkofen

### Siedlung
Im Frühjahr 2015 wurden bei den Straßennummern Lækjargata 10–12 die Überreste eines 22 Meter langen Rasengebäudes aus dem 10. oder 11. Jahrhundert mit einer 5,2 Meter langen Feuerstelle am Nordende gefunden. Zu dieser Zeit war das Gebiet rund um die Straße Lækjargata Teil des sumpfigen Austurvöllur, ein Feld der Bauern von Vík.

### Entwicklung der Straße
Die Lækjargata nahm im späten 18. Jahrhundert ihre heutige Form an, als dort zwei Häuser gebaut wurden. Sie wurden errichtet, als die Kathedrale Dómkirkja auf dem benachbarten Platz Austurvöllur im Jahr 1787 errichtet wurde. Einar Valdason baute südöstlich der Kathedrale ein Bauernhaus, das zuerst Kirkjuból („Kirchenwohnung“) und später Lækjarkot („Bachhäuschen“) genannt wurde. Lækjargata hieß damals Heilagsandastræti („Straße des Heiligen Geistes“), weil eines der Häuser von Bischof Helgi Thordersen und das andere vom Priester der Kathedrale, Ólafur Pálsson, bewohnt wurde. Als die Bevölkerung von Reykjavík wuchs, wurde die Straße an der Südseite des Baches bis zum Tjörnin verlängert. Lækjarkot wurde 1887 durch ein Holzhaus ersetzt, aus dem Lækjargata 10a wurde.
1828 wurde eine Brücke über den Bach gebaut, die die Verbindung zur Bankastræti erleichterte und damit die Entwicklung des Platzes Lækjartorg vorantrieb. 1846 wurde in der Straße das Gymnasium Menntaskólinn í Reykjavík erbaut.